# Zoea

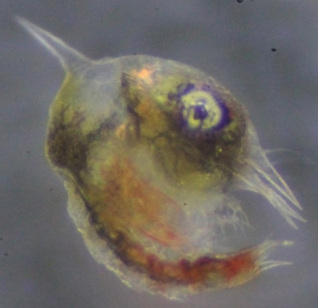
Larva zoea

Zoea es la cuarta larva en el desarrollo de algunos crustáceos y la segunda más importante detrás de la larva nauplio, se caracteriza por la ausencia de pleópodos y capacidad natatoria gracias a los exopodios en apéndices torácicos. Es un estadio muy importante para los crustáceos, ya que funciona como una estrategia de alimentación y de dispersión. Este es un estadio muy susceptible a cambios en el ambiente como salinidad, temperatura y pH, por lo que se ve afectado gravemente por fuerzas exteriores como el cambio climático.
Las zoeas son utilizadas en estudios científicos como indicadores o como un método de estudio para comprender las poblaciones de diferentes crustáceos. Este tipo de larva aparece a partir de los Eucarida.

## Desarrollo
Los crustáceos siguen dos patrones de desarrollo principales: Aquel indirecto en donde el desarrollo embrionario dentro del huevo termina con una larva que eclosiona y el directo en el cual el desarrollo embrionario termina con un organismo juvenil. El primer caso, del que es procedente la larva zoea ocurre en el grupo de los decápodos. Al estadio de la larva zoea le precede la larva Nauplio, la cual puede formarse tanto pre-eclosión ( en grupos de pequeño tamaño como Anostraca y Conchostraca), como posteclosión. Existen Malacostracos que no cuentan con larva Zoea, por lo que se puede considerar un estadio intermedio dependiente de la evolución de los diferentes grupos de crustáceos. Al  pasar de estadio Nauplio a larva Zoea, se desarrollan exopodios torácicos, sin pleópodos funcionales, además de poseer un conjunto completo de segmentos corporales propios de los estados postlarvales en si. La diferencia con los organismos adultos reside en la forma de los apéndices y de su plato telsonico.
El estadio Zoea se divide en prezoea, zoea I, y zoea II. Estas son similares en cuanto comparten la presencia de sus caracteres funcionales, pero difieren el tamaño de los mismos. En la etapa prezoea se pueden observar las espinas como dígitos grasos pequeños, y un caparazón ovalado de aproximadamente 800 µm de longitud. Por otro lado, en la zoea I las espinas se alargan tanto en el rostro como en la sección posterolateral, y se pueden evidenciar las antenulas birrameas. En la zoea II se comienzan a desarrollar ojos con pedúnculos cortos, además de pequeños brotes que se convertirán en los pereipodios. El caparazón de la zoea I y II llegan a medir 2,6 y 2 mm respectivamente. Las imágenes muestra la divergencia  entre la zoea I y zoea II en la larva y distintos apéndices tales como el abdomen, las antenulas; el primer y tercer maxilipedo; y la maxilula. El estadio de larva zoea tiene una duración de 4 a 5 días y la llegada al estado postlarval toma un tiempo total de 23 días desde la eclosión.  

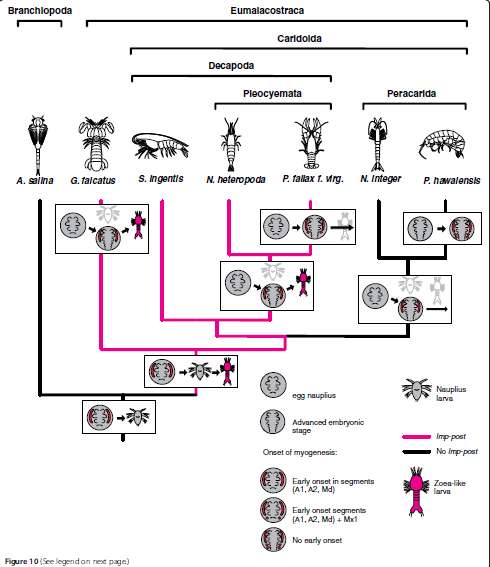
Relaciones evolutivas de Malacostraca con respecto a su ontogenia

### Factores que afectan la eclosión

#### Salinidad
Para que una larva zoea pueda eclosionar es necesario que el ambiente cumpla con algunas características de acuerdo a ciertos rangos de temperatura y de salinidad del agua. Por ejemplo, en el caso del cangrejo azul (Callinectes Sapidus Rathbun), la salinidad del agua determina qué tanto tiempo se demora un huevo en eclosionar, si esta se encuentra baja de 10 a 21 ‰, el tiempo que se demoran en eclosionar es de 9 a 10 días. Por otro lado, si la salinidad está entre 23 y 32 ‰, el tiempo de gestación será de 11 a 14 días. Sin embargo, el rango de salinidad en el que se presentan los mejores resultados de supervivencia para las larvas es entre 23 y 30 ‰.  
Cabe resaltar que a salinidades muy altas (33 ‰) o muy bajas (9 ‰), muy pocas larvas pueden eclosionar, solo algunas eclosionan y tienen una alta mortalidad.  
También existe una relación entre la salinidad a la que eclosiona una larva y el estadio en la que esta sale, puesto que si se eclosiona entre 23 a 30 ‰ no salen en estado de prezoea. Además, las que eclosionan a una salinidad menor al rango mencionado anteriormente, duran más tiempo como prezoea.    

#### Temperatura
La temperatura es muy importante para la eclosión de las zoeas pues si no se encuentra en un rango específico de 19 a 29 °C los huevos no logran eclosionar.

## Hábitat

### Salinidad y Temperatura
La supervivencia de las larvas zoea se puede relacionar con la salinidad a las que fueron eclosionados los huevos, puesto que esta afectaba su comportamiento. Larvas que eclosionan a salinidades de 14 ‰ tienen una actividad muy baja, a 18 ‰ actividad normal mientras que a 23 ‰ son supremamente activas. Con esto en mente la mejor salinidad para la supervivencia de las larvas se encuentra en un rango de 18 a 29 ‰, cualquier larva que se encuentre por fuera de este rango tienen una actividad considerablemente baja y pierde su sensibilidad ante la luz.
La temperatura tiene un efecto parecido al de la salinidad en las zoeas, a temperaturas muy bajas o muy altas la actividad de las larvas disminuye y pierden su apetito. El rango en el que las larvas se comportan de forma natural y se alimentan bien se encuentra de 19 a 29 °C, pero el rango en el que mejor se desarrollaban y se alimentaban de forma más activa es entre 19 y 23 °C. Si las temperaturas son menores a 10 °C o mayores a 30 °C las larvas tienen una mortalidad mucho mayor.
Aunque la salinidad y la temperatura individualmente tienen un impacto significante en la supervivencia de las larvas zoea, cuando se consideran estos dos factores al mismo tiempo se puede ver un efecto diferente en su supervivencia. Según un experimento que se hizo con Palaemonetes vulgaris se vio que las condiciones que mostraban la mayor tasa de supervivencia (73 %) consistían de temperaturas de 20 °C y 20 ‰. Las salinidades muy bajas siempre tienen resultados negativos en la supervivencia de las zoeas con tasas de mortalidad hasta del 100 %, por otro lado, temperaturas altas de hasta 30 °C presentan diferentes tasas de supervivencia dependiendo de la salinidad con la cual se acompañe.

#### pH
El pH es otro factor importante para la supervivencia de las larvas el cual puede verse afectado fácilmente por efectos externos como el cambio climático. Las larvas zoeas necesitan un pH de aproximadamente 8, ya que a pH menores baja su actividad e incrementa su mortalidad en una tasa del 90 %, por esta razón se puede considerar que cambios del pH pueden afectar de forma drástica la supervivencia de larvas zoea.

## Morfología externa
Se puede distinguir diferentes partes del cuerpo en la larva zoea. En primer lugar, un cefalotórax conformado con varios apéndices, entre los que se logra distinguir antenas y anténulas con función sensorial, pero muy poco desarrolladas y simples. Está protegido por un caparazón que puede llegar a presentar diferentes tipos de espinas (dorsales, laterales y neutrales) usadas para orientarse, flotar verticalmente y defenderse de depredadores, a su vez, contiene ojos laterales compuestos.

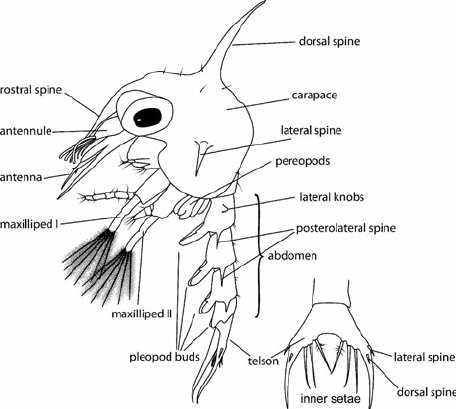
Partes de una larva zoea

Adicionalmente, se pueden distinguir pereiópodos aún no funcionales debido a que se desarrollan en los siguientes estadios larvas y se encuentran bastante comprimidos, también se encuentran dos maxilípedos, a diferencia de su estado adulto en donde hay uno más, estos cumplen una función natatoria gracias a sus sedas natatorias, que aumentan en cantidad a medida que se desarrolla la larva. Por otro lado, se evidencia un abdomen segmentado en el que hay pleópodos que se desarrollan lentamente a partir de la segunda zoea. Finalmente, se puede ver el telson usado para la retención de alimentos manteniéndolos gracias a espinas para su ingesta.

## Morfología interna
Se encuentra una musculatura mucho más simple con respecto a los adultos, cubierta por un cutícula aún no mineralizada. Tienen glándulas antenales que no tiene la larva nauplio. Su sistema nervioso es muy parecido al adulto presenciando la mayoría de sus elementos. Además, órganos X y Y ya están presentes en este estadio, relacionados con la ecdisis y la muda.

## Alimentación
Las larvas zoea son planctotróficas, es decir, su dieta se basa principalmente en organismos presentes en el zooplancton y rotíferos.
La temperatura influye no solo en el desarrollo de la larva, sino también en su metabolismo debido a que este es termo-dependiente. Por lo tanto, temperaturas subóptimas tendrán un efecto negativo en la tasa de supervivencia de la larva zoea.
La zoea son etapas de alimentación. Por lo tanto, dependiendo de la disponibilidad de alimento, la larva tendrá la posibilidad de mudar a la siguiente etapa de su desarrollo. En la primera etapa, su alimentación depende de la reserva proporcionada por el vitelo del huevo y puede vivir independientemente de la disponibilidad de alimento presente en el medio externo. En este periodo no son susceptibles a la escasez. Sin embargo, cuando hay alimento en el medio es capaz de acumularla como fuente adicional de energía. Acabada la reserva del huevo, la larva debe realizar una primera ingesta de alimento y desde este punto comenzará a depender de los recursos del exterior para su ciclo de muda. Si esta primera ingesta se hace en el momento debido, conferirá a la zoea una mayor resistencia a periodos de inanición.
En las siguientes etapas, la alimentación y disponibilidad de recursos serán esenciales para el desarrollo, lo cual las hace más vulnerables a posibles momentos de inanición. La poca ingesta de alimento por un periodo continuo puede generar un retraso en el desarrollo y aumentar la mortalidad. Estudios con larvas zoeas de Carcinus maenas determinaron que situaciones de inanición pueden  compensarse en posteriores periodos de alimentación prolongados. Sin embargo, esta compensación solo es factible en ciertas etapas del desarrollo. Larvas que hayan padecido inanición en etapas iniciales se verán afectadas en su desarrollo al punto de frenarlo aun así posteriormente hayan podido tener la oportunidad de compensar la alimentación. Es decir, el daño producido es irreversible si la inanición se da en sus primeros periodos de alimentación o por la mitad del tiempo que puedan sobrevivir sin comida, es decir, casi un tercio de su vida.